# Przenicowany świat
Przenicowany świat (ros. Обита́емый о́стров, dosł. Zamieszkała wyspa) – rosyjska powieść fantastycznonaukowa wydana w 1969 roku, napisana przez braci Arkadija i Borysa Strugackich. Wraz z powieściami Żuk w mrowisku i Fale gaszą wiatr stanowi trylogię o przygodach pilota Maksyma Kammerera. Polskie wydania ukazały się w tłumaczeniu Tadeusza Goska.
Powieść ukazująca działanie totalitarnej antyutopii, widzianej oczami ziemskiego pilota, który rozbił się na obcej planecie.

## Wydania
Powieść ukazała się najpierw w 1969 roku w odcinkach w miesięczniku „Newa”. Pierwsza wersja książkowa ukazała się w 1971. W ZSRR powieść w wersji książkowej opublikowano jeszcze w 1983 i 1989 r. W Rosji (od 1992 roku) ponad dwadzieścia razy.

### Polskie wydania
Polski tytuł nie nawiązuje do tytułu oryginalnego („Обитаемый остров” – Zamieszkała/zaludniona wyspa).
- 1971 – wydawnictwo Iskry, wersja okrojona (brak ok. 20% tekstu w stosunku do oryginału z 1971 r.).
- 1987 – wydawnictwo Iskry, wydanie II zmienione i rozszerzone
- 1996 – wydawnictwo S.R. (Kraków)
- 2008 – wydawnictwo Prószyński i S-ka

### Różnice w wydaniach
W pierwszej wersji powieści, opublikowanej w czasopiśmie „Newa” Maksym nosił nazwisko Rościsławski, które autorzy wybrali tak, by mieszkańcom planety trudno było je wymówić (takie samo nazwisko nosi bohater w pierwszym polskim wydaniu). Jednak podczas przygotowywania wersji książkowej interwencja radzieckiej cenzury spowodowała, że zastąpiono ją nazwiskiem o niemieckim brzmieniu, Kammerer tak, by czytelnicy nie mieli antyradzieckich skojarzeń z fabułą książki. Gdy po zniesieniu cenzury bracia Strugaccy mieli możliwość przywrócenia bohaterowi pierwotnego nazwiska, nie zrobili tego, by nie wprowadzać zamieszania w innych powieściach z tym samym bohaterem. Także w kolejnych polskich wydania bohater nosi nazwisko Kammerer.

## Fabuła
Maksym Kammerer wciąż posiada duszę dziecka. Nie chce podjąć obowiązków dorosłego życia. Aby ich uniknąć zgłosił się do jednostki Kosmicznego Zwiadu. Tutaj korzystając z najnowszych zdobyczy ziemskiej cywilizacji, może włóczyć się po kosmosie wedle własnej fantazji.
Niespodziewana kosmiczna katastrofa przerywa jego beztroskie życie. Rozbija się na planecie, gdzie ideały w których się wychował: humanizm, człowieczeństwo, prawa człowieka, wolność i wiedza, nic nie znaczą. Tu liczy się tylko brutalna siła i poddana technologicznej perfekcji manipulacja. Wszystko ma inne oblicze. Mimo wysokiego rozwoju technologii na planecie nie zdają sobie sprawy z kulistości planety. Jest to spowodowane silną refrakcją światła w atmosferze, przez co powierzchnia planety wydaje się być wklęsła (autorzy korzystają tutaj prawdopodobnie z ówczesnych hipotez o refrakcji w atmosferze Wenus). Maksym musi porzucić beztroski stan Piotrusia Pana, w którym dotychczas żył. Pomagają mu w tym genetyczne zmiany, jakim został poddany gatunek ludzki na Ziemi, niosące za sobą dużą sprawność fizyczną, odporność na urazy i zabójcze toksyny. Pomimo swojej początkowej naiwności, staje twardo do walki w obronie swoich ideałów, broniąc dyskryminowanych pariasów, zwanych wyrodkami, i pewnej kobiety, która skradła mu serce. Jednak stawanie się mężczyzną nie jest bezbolesne i nigdy nie trwa chwilę. Maksym przekona się o tym podczas ostatniej walki.

## Ekranizacja
W 2008 roku rosyjski aktor i reżyser Fiodor Bondarczuk nakręcił dwuczęściowy film, pod takim samym tytułem (Обитаемый остров). Film zyskał nieoficjalną aprobatę Borysa Strugackiego. Film jest dosyć wierny powieści. Na ekrany rosyjskich kin pierwsza część weszła w styczniu 2009 roku, zaś druga w kwietniu 2009.
W filmie w dużym zakresie stosowane są efekty specjalne, co nie pozostało bez wpływu na koszty produkcji (obie części), które wyniosły 36,3 mln dolarów. W scenach masowych wystąpiło do 7 tys. statystów, wykorzystano 300 modeli pojazdów i obiektów, oraz 3 tys. specjalnych kostiumów. Dla potrzeb filmu przebudowano 13 pojazdów opancerzonych, a także stworzono 300 szt. broni.